# ماري أغنس هينريشس
ماري أغنس هينريشس (بالإنجليزية: Marie Agnes Hinrichs)‏ (1892 - 1979) عالمة أمريكية متخصصة في علم الحيوان وعلم وظائف الأعضاء والصحة البدنية. حصلت على درجة الدكتوراه في علم الحيوان في عام 1923، من جامعة شيكاغو. درست في جامعة شيكاغو، قبل انتقالها مباشرة إلى جامعة جنوب إلينوي. حصلت على العديد من الجوائز منها جائزة الخدمة المتميزة للجامعة من جامعة جنوب إلينوي كاربونديل، وجائزة الخدمة المتميزة وجائزة وليام هاو من جمعية الصحة المدرسية.

## تعليمها
درست ماري في جامعة شيكاغو وحصلت على درجة الدكتوراه. في علم الحيوان. خلال دراستها، عملت كمساعد في علم الحيوان. درست تحت قيادة تشارلز مانينغ. قضى هينريشس أربعة عشر صيفا يبحث في مختبر وودز هول البحري البيولوجي. كما بحثت في مختبر بحوث نيلا في حديقة نيلا. حصلت على درجة الدكتوراه من كلية طب روش.

## بحوثها
قبل دراستها في جامعة شيكاغو، تخرجت ماري هينريش من كلية شيكاغو للمدرسين - كلية ليك فوريست. درست في مدرسة شيكاغو العامة وكلية فاسار.
في عام 1947، خدمت هينريشس كمديرة للخدمة الصحية في جامعة جنوب إلينوي كاربونديل. تحت إشرافها، تم تأسيس قسم علم وظائف الأعضاء من خلال دورات في علم وظائف الأعضاء والفيزيولوجيا المتقدمة الثدييات. غادرت سيو في عام 1949 لمنصب جامعة إلينوي في أوربانا شامبين.

## منشورات
- جائزة الخدمة الصحية المتميزة - للجمعية الأمريكية للصحة المدرسية.
- جمعية الصحة المدرسية الأمريكية - جائزة ويليام هاو (1969).
- جامعة جنوب إلينوي - جائزة الخدمة المتميزة.